# 33. Kongress der Vereinigten Staaten
Der 33. Kongress der Vereinigten Staaten, bestehend aus dem Repräsentantenhaus und dem Senat, war die Legislative der Vereinigten Staaten. Seine Legislaturperiode dauerte vom 4. März 1853 bis zum 4. März 1855. Alle Abgeordneten des Repräsentantenhauses sowie ein Drittel der Senatoren (Klasse II) waren im Jahr 1852 bei den Kongresswahlen gewählt worden. Dabei ergab sich in beiden Kammern eine Mehrheit für die Demokratische Partei, die mit Franklin Pierce auch den Präsidenten stellte. Der Whig Party blieb nur die Rolle als Oppositionspartei. Der Kongress tagte in der amerikanischen Bundeshauptstadt Washington, D.C. Die Vereinigten Staaten bestanden damals aus 31 Bundesstaaten. Die Sitzverteilung im Repräsentantenhaus basierte auf der Volkszählung von 1850.

## Wichtige Ereignisse
Siehe auch 1853 1854 und 1855
- 4. März 1853: Beginn der Legislaturperiode des 33. Kongresses. Gleichzeitig wird der ebenfalls im November 1852 gewählte Präsident Franklin Pierce in sein neues Amt eingeführt.  Er löst Millard Fillmore ab.
- Die gesamte Legislaturperiode ist von den Spannungen zwischen dem Norden und dem Süden im Vorfeld des Amerikanischen Bürgerkriegs geprägt. Es kommt bereits in einigen Gegenden vor allem im späteren Staat Kansas zu Unruhen. Siehe auch Bleeding Kansas. Außerdem gehen die Indianerkriege weiter.
- 18. April 1853: Vizepräsident William R. King stirbt. Dadurch wird auch der offizielle Senatsvorsitz vakant.
- Mai 1853: In New Orleans fallen 7,790 Menschen einer Gelbfieberepidemie zum Opfer.
- 8. Juli 1853: Kommodore Matthew Calbraith Perry landet mit seinen Schiffen in der Nähe von Edo in Japan und erzwingt die japanische Öffnung gegenüber dem Westen. Im folgenden Jahr wird der Vertrag von Kanagawa zwischen den beiden Nationen geschlossen (31. März 1854).
- 30. Dezember 1853: Durch den Gadsden-Kauf erwerben die USA ein Gebiet von 77,700 Quadratkilometern von Mexiko, das heute im Süden von Arizona und New Mexico liegt. Dort ist eine bessere Route für eine Eisenbahnlinie nach Kalifornien geplant, die allerdings niemals gebaut werden sollte.
- 4. Januar 1854: Der Kansas-Nebraska Act wird im Kongress eingebracht. Am 30. Mai tritt er in Kraft.
- 14. Februar 1854: Die erste Telegraphenverbindung in den Staat Texas wird fertiggestellt.
- 20. März 1854: Gründung der Republikanischen Partei. Diese Partei sollte bald außer der Demokratischen Partei alle anderen Parteien verdrängen bzw. in die Bedeutungslosigkeit verbannen. Seit etwa 1858 gibt es in den USA im Wesentlichen (bis auf wenige Ausnahmen) nur diese beide Parteien die bei Präsidentschafts oder Kongresswahlen von Bedeutung sind.
- 10. Juni 1854: Die ersten Kadetten graduieren an der United States Naval Academy.
- November 1854: Kongresswahlen in den USA. Dabei ergibt sich im Senat eine Mehrheit für die Demokratische Partei. Im Repräsentantenhaus gibt es keine klaren Mehrheiten. Es kommt zu einer Koalition aus der kurzlebigen Opposition Party und der American Party. Die United States Whig Party, die bis zu der Wahl 1854 eine der beiden staatstragenden Parteien war, ist am Zerbrechen. Sie stellt zum letzten Mal noch 13 Senatoren. Im Repräsentantenhaus spielt sie im zukünftigen 34. Kongress bereits keine Rolle mehr. Ihre Mitglieder teilten sich unter den anderen Parteien, vor allem der American Party und später der Republikanischen Partei auf.

## Die wichtigsten Gesetze
In den Sitzungsperioden des 33. Kongresses wurden unter anderem folgende Bundesgesetze verabschiedet (siehe auch: Gesetzgebungsverfahren):
- 30. Mai 1854: Kansas-Nebraska Act
- 3. März 1855: Der Kongress bewilligt 30,000 Dollar für die Aufstellung eines Kamelkorps in der Armee. Siehe U.S. Camel Corps.

## Zusammensetzung nach Parteien

### Senat
- Demokratische Partei: 38
- Whigs: 22
- Free Soil Party: 2
- Vakant: 0

Gesamt: 62 Stand am Ende der Legislaturperiode

### Repräsentantenhaus
- Demokratische Partei: 157
- Whigs: 71
- Free Soil Party: 4
- Unabhängiger: 1
- Unabhängiger Demokrat: 1
- Vakant: 0

Gesamt: 234 Stand am Ende der Legislaturperiode
Außerdem gab es noch sieben nicht stimmberechtigte Kongressdelegierte.

## Amtsträger

### Senat
- Präsident des Senats: William R. King (D) bis zum 15. April 1853. Danach war das Amt vakant.
- Präsident pro tempore: David Rice Atchison (D) bis zum 4. Dezember 1854. Dann Lewis Cass (D) für einen Tag am 4. Dezember 1854. Für den Rest der Legislaturperiode übte das Amt dann Jesse D. Bright (D) aus.

### Repräsentantenhaus
- Sprecher des Repräsentantenhauses: Linn Boyd (D)

## Senatsmitglieder
Im 33. Kongress vertraten folgende Senatoren ihre jeweiligen Bundesstaaten:
| Alabama - 2. Clement Claiborne Clay (D) ab dem 29. November 1853 - 3. Benjamin Fitzpatrick (D) Arkansas - 2. William King Sebastian (D) - 3. Solon Borland (D) bis zum 11. April 1853 - Robert Ward Johnson (D) ab dem 6. Juli 1853 Kalifornien - 1. John B. Weller (D) - 3. William M. Gwin (D) Connecticut - 1. Isaac Toucey (D) - 3. Truman Smith (W) bis zum 24. Mai 1854 - Francis Gillette (FS= Free Soil Party) ab dem 24. Mai 1854 Delaware - 1. James A. Bayard (D) - 2. John Middleton Clayton (W) Florida - 1. Stephen Mallory (D) - 3. Jackson Morton (W) Georgia - 2. Robert Augustus Toombs (W) - 3. William Crosby Dawson (W) Illinois - 2. Stephen A. Douglas (D) - 3. James Shields (D) Indiana - 1. Jesse D. Bright (D) - 3. John Pettit (D) Iowa - 3. Augustus C. Dodge (D) bis zum 22. Februar 1855 - 2. George W. Jones (D) Kentucky - 2. John Burton Thompson (AP) - 3. Archibald Dixon (W) Louisiana - 2. Judah Philip Benjamin (W) - 3. Pierre Soulé (D) bis zum 11. April 1853 - John Slidell (D) ab dem 5. Dezember 1853 Maine - 1. Hannibal Hamlin (D) - 2. William P. Fessenden (W) Maryland - 1. Thomas Pratt (W) - 3. James Pearce (W) Massachusetts - 1. Charles Sumner (FS= Free Soil Party) - 2. Edward Everett (W) bis zum 1. Juni 1854 - Julius Rockwell (W) Vom 3. Juni 1854 bis zum 31. Januar 1855 - Henry Wilson (FS) ab dem 31. Januar 1855 Michigan - 1. Lewis Cass (D) - 2. Charles E. Stuart (D) | Mississippi - 1. Stephen Adams (D) - 2. Albert G. Brown (D) ab dem 7. Januar 1854 Missouri - 1. Henry S. Geyer (W) - 3. David Rice Atchison (D) New Hampshire - 2. Charles G. Atherton (D) bis zum 15. November 1853 - Jared W. Williams (D) Zwischen dem 29. Nov. 1853 und dem 15. Juli 1854 - 3. Moses Norris (D) bis zum 11. Januar 1855 - John S. Wells (D) ab dem 16. Januar 1855 New Jersey - 1. John Renshaw Thomson (D) - 2. William Wright (D) New York - 1. Hamilton Fish (W) - 3. William H. Seward (W) North Carolina - 2. David Settle Reid (D) - 3. George Edmund Badger (W) Ohio - 1. Benjamin Wade (W) - 3. Salmon P. Chase (FS) Pennsylvania - 1. Richard Brodhead (D) - 3. James Cooper (W) Rhode Island - 1. Charles Tillinghast James (D) - 2. Philip Allen (D) South Carolina - 2. Josiah J. Evans (D) - 3. Andrew Butler (D) Tennessee - 1. James C. Jones (W) - 2. John Bell (W) Texas - 1. Thomas Jefferson Rusk (D) - 2. Sam Houston (D) Vermont - 1. Solomon Foot (W) - 3. Samuel S. Phelps (W) bis zum 16. März 1854 - Lawrence Brainerd (FS) ab dem 14. Oktober 1854 Virginia - 1. James Murray Mason (D) - 2. Robert Hunter (D) Wisconsin - 1. Henry Dodge (D) - 3. Isaac P. Walker (D) |

## Mitglieder des Repräsentantenhauses
Folgende Kongressabgeordnete vertraten im 33. Kongress die Interessen ihrer jeweiligen Bundesstaaten:
| Alabama 7 Wahlbezirke - 1. Philip Phillips (D) - 2. James Abercrombie (W) - 3. Sampson Willis Harris (D) - 4. William Russell Smith (D) - 5. George S. Houston (D) - 6. Williamson Cobb (D) - 7. James Ferguson Dowdell (D) Arkansas 2 Wahlbezirke - 1. Alfred B. Greenwood (D) - 2. Edward A. Warren (D) Kalifornien Staatsweite Wahl - Milton Latham (D) - James A. McDougall (D) Connecticut 4 Wahlbezirke - 1. James T. Pratt (D) - 2. Colin M. Ingersoll (D) - 3. Nathan Belcher (D) - 4. Origen S. Seymour (D) Delaware Staatsweite Wahl - George R. Riddle (D) Florida Staatsweit - Augustus Maxwell (D) Georgia 8 Wahlbezirke - 1. James Lindsay Seward (D) - 2. Alfred H. Colquitt (D) - 3. David Jackson Bailey (D) - 4. William Dent (D) - 5. Elijah Webb Chastain (D) - 6. Junius Hillyer (D) - 7. David Addison Reese (W) - 8. Alexander Hamilton Stephens (W) Illinois 9 Wahlbezirke - 1. Elihu B. Washburne (W) - 2. John Wentworth (D) - 3. Jesse O. Norton (W) - 4. James Knox (W) - 5. William Alexander Richardson (D) - 6. Richard Yates (W) - 7. James C. Allen (D) - 8. William Henry Bissell (unabhängiger Demokrat) - 9. Willis Allen (D) Indiana 11 Wahlbezirke - 1. Smith Miller (D) - 2. William Hayden English (D) - 3. Cyrus L. Dunham (D) - 4. James Lane (D) - 5. Samuel W. Parker (W) - 6. Thomas A. Hendricks (D) - 7. John G. Davis (D) - 8. Daniel Mace (D) - 9. Norman Eddy (D) - 10. Ebenezer M. Chamberlain (D) - 11. Andrew J. Harlan (D) Iowa 2 Wahlbezirke - 1. Bernhart Henn (D) - 2. John Parsons Cook (W) Kentucky 10 Wahlbezirke - 1. Linn Boyd (D) - 2. Benjamin E. Grey (W) - 3. Presley Ewing (W) bis zum 27. September 1854 - Francis Bristow (W) ab dem 4. Dezember 1854 - 4. James Chrisman (D) - 5. Clement S. Hill (W) - 6. John Milton Elliott (D) - 7. William Preston (W) - 8. John C. Breckinridge (D) - 9. Leander Cox (W) - 10. Richard H. Stanton (D) Louisiana 4 Wahlbezirke - 1. William Dunbar (D) - 2. Theodore Gaillard Hunt (W) - 3. John Perkins (D) - 4. Roland Jones (D) Maine 6 Wahlbezirke - 1. Moses Macdonald (D) - 2. Samuel Mayall (D) - 3. E. Wilder Farley (W) - 4. Samuel P. Benson (W) - 5. Israel Washburn (W) - 6. Thomas J. D. Fuller (D) Maryland 6 Wahlbezirke. - 1. John Rankin Franklin (W) - 2. Jacob Shower (D) - 3. Joshua Van Sant (D) - 4. Henry May (D) - 5. William Thomas Hamilton (D) - 6. Augustus Rhodes Sollers (W) Massachusetts 11 Wahlbezirke - 1. Zeno Scudder (W) bis zum 4. März 1854 - Thomas D. Eliot (W) ab dem 17. April 1854 - 2. Samuel L. Crocker (W) - 3. J. Wiley Edmands (W) - 4. Samuel H. Walley (W) - 5. William Appleton (W) - 6. Charles Wentworth Upham (W) - 7. Nathaniel Prentiss Banks (D) - 8. Tappan Wentworth (W) - 9. Alexander De Witt (FS) - 10. Edward Dickinson (W) - 11. John Z. Goodrich (W) Michigan 4 Wahlbezirke - 1. David Stuart (D) - 2. David A. Noble (D) - 3. Samuel Clark (D) - 4. Hestor L. Stevens (D) Mississippi 4 Wahlbezirke, ein Abgeordneter wurde staatsweit gewählt - 1. Daniel B. Wright (D) - 2. William Barry (D) - 3. Otho R. Singleton (D) - 4. Wiley P. Harris (D) - 5. William Barksdale (D) staatsweit gewählt Missouri 7 Wahlbezirke - 1. Thomas Hart Benton (D) - 2. Alfred William Lamb (D) - 3. James Johnson Lindley (W) - 4. Mordecai Oliver (W) - 5. John Gaines Miller (W) - 6. John S. Phelps (D) - 7. Samuel Caruthers (W) New Hampshire 3 Wahlbezirke - 1. George W. Kittredge (D) - 2. George W. Morrison (D) - 3. Harry Hibbard (D) New Jersey 5 Wahlbezirke - 1. Nathan T. Stratton (D) - 2. Charles Skelton (D) - 3. Samuel Lilly (D) - 4. George Vail (D) - 5. Alexander C. M. Pennington (W) | New York 33 Wahlbezirke. - 1. James Maurice (D) - 2. Thomas W. Cumming (D) - 3. Hiram Walbridge (D) - 4. Michael Walsh (D) - 5. William Tweed (D) - 6. John Wheeler (D) - 7. William A. Walker (D) - 8. Francis B. Cutting (D) - 9. Jared V. Peck (D) - 10. William Murray (D) - 11. Theodoric R. Westbrook (D) - 12. Gilbert Dean (D) bis zum 3. Juli 1854 - Isaac Teller (W) ab dem 7. November 1854 - 13. Russell Sage (W) - 14. Rufus Peckham (D) - 15. Charles Hughes (D) - 16. George A. Simmons (W) - 17. Bishop Perkins (D) - 18. Peter Rowe (D) - 19. George W. Chase (W) - 20. Orsamus B. Matteson (W) - 21. Henry Bennett (W) - 22. Gerrit Smith (FS) bis zum 7. August 1854 - Henry C. Goodwin (W) ab dem 7. November 1854 - 23. Caleb Lyon (Unabhängiger) - 24. Daniel T. Jones (D) - 25. Edwin B. Morgan (W) - 26. Andrew Oliver (D) - 27. John J. Taylor (D) - 28. George Hastings (D) - 29. Azariah Boody (W) bis Oktober 1853 - Davis Carpenter (W) ab dem 8. November 1853 - 30. Benjamin Pringle (W) - 31. Thomas T. Flagler (W) - 32. Solomon G. Haven (W) - 33. Reuben Fenton (D) North Carolina 8 Wahlbezirke - 1. Henry Marchmore Shaw (D) - 2. Thomas Ruffin (D) - 3. William Shepperd Ashe (D) - 4. Sion Hart Rogers (W) - 5. John Kerr (W) - 6. Richard Clauselle Puryear (W) - 7. Francis Burton Craige (D) - 8. Thomas Lanier Clingman (D) Ohio 21 Wahlbezirke - 1. David T. Disney (D) - 2. John Scott Harrison (W) - 3. Lewis D. Campbell (W) - 4. Matthias H. Nichols (D) - 5. Alfred Peck Edgerton (D) - 6. Andrew Ellison (D) - 7. Aaron Harlan (W) - 8. Moses Bledso Corwin (W) - 9. Frederick W. Green (D) - 10. John L. Taylor (W) - 11. Thomas Ritchey (D) - 12. Edson B. Olds (D) - 13. William D. Lindsley (D) - 14. Harvey H. Johnson (D) - 15. William R. Sapp (W) - 16. Edward Ball (W) - 17. Wilson Shannon (D) - 18. George Bliss (D) - 19. Edward Wade (FS) - 20. Joshua Reed Giddings (FS) - 21. Andrew Stuart (D) Pennsylvania 25 Wahlbezirke - 1. Thomas Birch Florence (D) - 2. Joseph Ripley Chandler (W) - 3. John Robbins (D) - 4. William Henry Witte (D) - 5. John McNair (D) - 6. William Everhart (W) - 7. Samuel Augustus Bridges (D) - 8. Henry Augustus Muhlenberg (D) bis zum 9. Januar 1854 - Jehu Glancy Jones (D) ab dem 4. Februar 1854 - 9. Isaac Ellmaker Hiester (W) - 10. Ner Middleswarth (W) - 11. Christian Markle Straub (D) - 12. Hendrick Bradley Wright (D) - 13. Asa Packer (D) - 14. Galusha A. Grow (D) - 15. James Gamble (D) - 16. William Henry Kurtz (D) - 17. Samuel Lyon Russell (W) - 18. John McCulloch (W) - 19. Augustus Drum (D) - 20. John Littleton Dawson (D) - 21. David Ritchie (W) - 22. Thomas Marshall Howe (W) - 23. Michael Carver Trout (D) - 24. Carlton Brandaga Curtis (D) - 25. John Dick (W) Rhode Island 2 Wahlbezirke - 1. Thomas Davis (D) - 2. Benjamin Babock Thurston (D) South Carolina 6 Wahlbezirke - 1. John McQueen (D) - 2. William Aiken (D) - 3. Laurence Massillon Keitt (D) - 4. Preston Brooks (D) - 5. James Lawrence Orr (D) - 6. William Waters Boyce (D) Tennessee 10 Wahlbezirke - 1. Brookins Campbell (D) bis zum 25. Dezember 1853 - Nathaniel Green Taylor (W) ab dem 30. März 1854 - 2. William Montgomery Churchwell (D) - 3. Samuel Axley Smith (D) - 4. William Cullom (W) - 5. Charles Ready (W) - 6. George Jones (D) - 7. Robert Malone Bugg (W) - 8. Felix Zollicoffer (W) - 9. Emerson Etheridge (W) - 10. Frederick Perry Stanton (D) Texas 2 Wahlbezirke - 1. George W. Smyth (D) - 2. Peter Hansborough Bell (D) Vermont 3 Wahlbezirke - 1. James Meacham (W) - 2. Andrew Tracy (W) - 3. Alvah Sabin (W) Virginia 13 Wahlbezirke - 1. Thomas H. Bayly (D) - 2. John Millson (D) - 3. John Caskie (D) - 4. William Goode (D) - 5. Thomas Stanley Bocock (D) - 6. Paulus Powell (D) - 7. William Smith (D) - 8. Charles J. Faulkner (D) - 9. John Letcher (D) - 10. Zedekiah Kidwell (D) - 11. John F. Snodgrass (D) bis zum 5. Juni 1854 - Charles S. Lewis (D) ab dem 4. Dezember 1854 - 12. Henry A. Edmundson (D) - 13. Fayette McMullen (D) Wisconsin 3 Wahlbezirke - 1. Daniel Wells (D) - 2. Ben C. Eastman (D) - 3. John B. Macy (D) |

Nicht stimmberechtigte Mitglieder im Repräsentantenhaus:
- Kansas-Territorium: John Wilkins Whitfield (D) ab dem 20. Dezember 1854
- Minnesota-Territorium: Henry Mower Rice (D)
- Nebraska-Territorium: Napoleon Bonaparte Giddings (D) ab dem 5. Januar 1855
- New-Mexico-Territorium: José Manuel Gallegos (D)
- Oregon-Territorium: Joseph Lane (D)
- Utah-Territorium: John Milton Bernhisel
- Washington-Territorium: Columbia Lancaster (D) ab dem 12. April 1854